# Shin Sook
Shin Sook es una deportista surcoreana que compitió en taekwondo. Ganó una medalla de plata en el Campeonato Asiático de Taekwondo de 1986, en la categoría de –43 kg.

## Palmarés internacional
| Campeonato Asiático | Campeonato Asiático | Campeonato Asiático | Campeonato Asiático |
| Año                 | Lugar               | Medalla             | Categoría           |
| ------------------- | ------------------- | ------------------- | ------------------- |
| 1986                | Darwin (Australia)  | Medalla de plata    | –43 kg              |